# António de Sousa Duarte
António de Sousa Duarte (Vendas Novas, Évora, 30 de abril de 1964), é um ex-jornalista e empresário português. Estudou Direito, e obteve o seu doutoramento em Ciência Política. Autor de diversas biografias, encontra-se hoje ligado à indústria cinematográfica. É ainda fundador de uma empresa de comunicação e do grupo de restauração Mercantina.

## Carreira

### Jornalismo
Enquanto jornalista, inicia a sua carreira em 1983 como colaborador no jornal "Tal & Qual". Nos anos seguintes, passando por jornais como o Record, a Gazeta  dos Desportos e o Expresso, chega a diretor da revista Nova Gente, e do jornal 24horas. Foi o primeiro correspondente da Agência Lusa na guerra da ex-Jugoslávia, experiência da qual retirou o material para escrever o seu segundo livro.

### Comunicação
Em 1989, torna-se assessor de imprensa da Câmara Municipal de Sesimbra. Em 2000 funda, com o sócio José Bartolomé Duarte, a empresa de relações públicas e assessoria mediática ADBDCommunicare, que mantém até ao presente.
Em 2009 chega a dirigir a comunicação do Sporting Clube de Portugal.
No âmbito da sua atividade profissional enquanto consultor de comunicação e imagem, colabora há anos com a Protoiro, e com os toureiros Rui Bento Vasques, Vítor Mendes, Rui Fernandes e Juanito.

### Restauração
Em 2012, com o mesmo sócio da agência de comunicação, José Bartolomé Duarte, inicia a sua atividade de empresário da restauração com o restaurante Populi, no Terreiro do Paço.
Este foi rebatizado, anos mais tarde, como Terra Nova, alargando o seu conceito para o Museu do Bacalhau. Nos anos seguintes, os dois sócios fundaram o grupo Mercantina, que abriu sucessivamente os seus espaços em Alvalade, Chiado, Avenida da República e maat, Belém.

## Livros[2]
Autor de diversos livros biográficos e jornalísticos, António de Sousa Duarte conta hoje com 12 obras publicadas:
- Salgueiro Maia. Um Homem da Liberdade (Âncora Editora, 13 edições) 1995
- Bósnia, Para Além do Impossível (Edições Asa) 1996
- Bispo de Setúbal, a Vida de um Homem Plural (Editorial Notícias) 1997
- António Aleixo, O Poeta do Povo (Âncora Editora) 1999
- Confissões do 25 de Abril (Âncora Editora) 1999
- Fotobiografia de Salgueiro Maia (Âncora Editora) 2004
- D. Manuel Martins, O Bispo de Todos (Âncora Editora) 2009
- O Sangue da Honra (Sextante Editora) 2009
- Frank Capra non era un mafioso (Cavalli di Ferro) 2009
- Acerto de Contas (Âncora Editora) 2012
- Luiz Godinho Lopes - Olhos nos Olhos (Prime Books) 2018
- Mário Coelho - Um Homem Inteiro (Âncora Editora) 2020

## Cinema
Em 2000, com os realizadores Rogério Ceitil e Fernando Lopes, concretizou para a RTP a realização de uma série chamada "Retratos Contemporâneos", que consiste numa seleção de filmes biográficos sobre Salgueiro Maia, Dom Manuel Martins, Ary dos Santos e António Aleixo.
Em 2021, com José Francisco Gandarez, produtor e proprietário da SkyDreams, realizou a longa metragem "Salgueiro Maia - O Implicado", e a série "PJ7".